# دهستان همبرات
دهستان همبرات نام دهستانی در بخش مهاباد شهرستان اردستان، استان اصفهان در ایران است. براساس سرشماری مرکز آمار ایران در سال ۱۳۸۵، جمعیت آن ۹۰۰ نفر (۳۱۰خانوار) بوده‌است.